# 伊佐智佐神社
伊佐智佐神社（いさちさじんじゃ）は、鹿児島県鹿児島市和田三丁目にある神社。

## 祭神
伊弉冉尊、速玉男命、泉津（よもつ）事解男命を祀る。

## 由緒
社伝によると、紀伊国の熊野本宮と新宮を瀬戸山、竹之内両氏が伊佐郡藺牟田へ勧請し、その後神託によって和田村へ遷座したといい、また熊野権現が和田浜久津輪崎に上陸して、その後内陸にある玉林城に鎮座したとする説もある。史料での最も古い記録は建久8年（1197年）、『建久国図田帳』に「府領社」（大宰府の管轄神社）とあるのが当神社と見られている。明治21年（1888年）に現社地へ遷された。

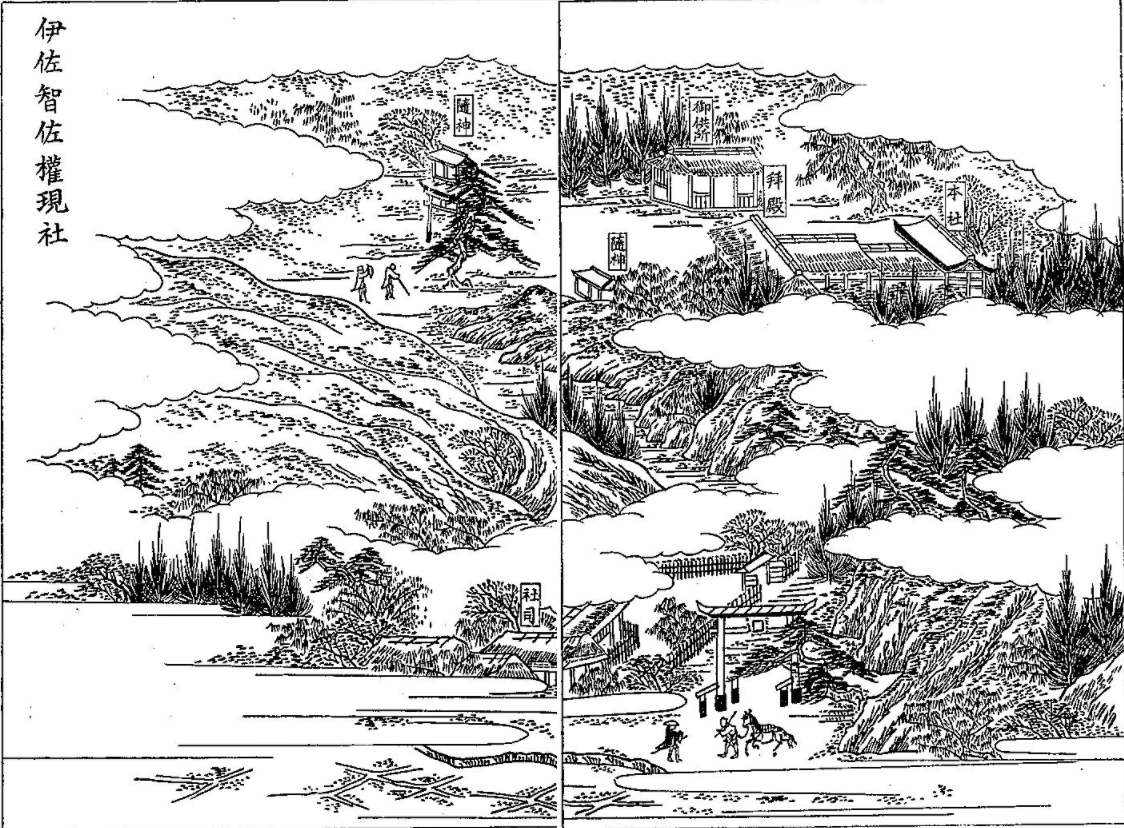
伊佐智佐神社（三国名勝図会）